# Zalaapáti
Zalaapáti je obec v Maďarsku v župě Zala. Nachází se na náhorní plošině na pravém břehu řeky Zala.
První historická zmínka pochází z roku 1273. Zmiňuje se v ní místní benediktínský klášter, který v té době patřil pod obec Zalavár. Ve středověku bylo Zalaapáti téměř zničeno. K obnově obce došlo v 18. století. Roku 1895 zde byla vybudovaná železniční trať Zalaszentgrót–Balatonszentgyörgy-vasútvonal. Roku 1974 však byla uzavřena. Činnost kláštera byla zrušena roku 1945, kdy byla stavba prodána.